# 天皇劇公演中止事件
天皇劇公演中止事件（てんのうげきこうえんちゅうしじけん）は1978年（昭和53年）7月6日に東京都港区六本木にある俳優座劇場で発生した事件。

## 概要
劇場ではホモフィクタスACT＆AOIという劇団が、「20C悲劇天皇裕仁」と題する演劇の公演を予定しており、観客は240人ほど集まっていた。そこへ、この劇を「天皇を誹謗するもの」とした昭和維新連盟など6つの右翼団体の39人が車6台で押し寄せ、「劇場内に入れろ」と叫び、発煙筒や爆竹を投げ込み上演を中止させた。